# أوكالبتوس بيضوي
كينا بيضوية (الاسم العلمي:Eucalyptus ovata) هي نوع من النباتات تتبع جنس الكينا من فصيلة الآسية.